# Madda

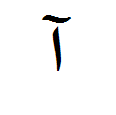
Alif mit Madda darüber

Madda (arabisch مدة, von مد madd „Dehnung“, „Längung“) ist ein Schriftzeichen der arabischen Schrift. Es kann (im nicht-koranischen Arabisch) nur auf dem Alif stehen und ähnelt im Aussehen einer Tilde (~).
Das mit Madda versehene Alif ersetzt die Buchstabenfolge أا und steht für die Lautfolge /ʾā/ (Hamza + langes a). Das heißt, Madda wird verwendet, wenn auf ein Hamza, das Alif als Trägerbuchstaben hat, ein mit Alif geschriebener langer a-Laut (ā) folgt. Damit wird das Aufeinandertreffen zweier Alif vermieden. So wird z. B. das Wort ʾāl („Sippe“) nicht أال sondern آل geschrieben.
Im Persischen und anderen auf dem arabischen Alphabet basierenden Sprachen kann ein maddiertes Alif auch für ein einfaches langes a stehen, meist am Wortanfang. In Ausgaben des Korans ist es reines Längungszeichen: Es kann auch über Wāw und Yā' stehen und „enthält“ kein Hamza.

## Madda in Unicode
Madda ist in Kombination mit dem Träger-Alif und als kombinierendes Zeichen kodiert.
| Unicode Codepoint | U+0622                              | U+0653              |
| Unicode-Name      | ARABIC LETTER ALEF WITH MADDA ABOVE | ARABIC MADDAH ABOVE |
| HTML              | &#1570;                             | &#1619;             |
| ISO 8859-6        | 0xc2                                |                     |